# لامریکا
لامریکا (انگلیسی: Lamerica) فیلمی در ژانر درام به کارگردانی جانی آملیو است که در سال ۱۹۹۴ منتشر شد. از بازیگران آن می‌توان به انریکو لو ورسو و میکله پلاچیدو اشاره کرد.